# 西環的故事
《西環的故事》是1990年上映的一部香港動作愛情電影， 由午馬執導，成龍監制，由李子雄、鄭浩南、郭富城、張敏和羅美薇等演出。

## 劇情
高添強，李少偉及莊鵬為小混混，但在開頭偉是不認識強及鵬的，在一個巧合下幾人成為共度患難的兄弟。
幾人在一天在收保護費時和對方打起來，此時，黃探長經過，發現此事後把對方制服，救下偉，鵬及強三人，幾人在黃探長的影響下定決心要做警察。幾人成功了。
但是，強在一次被陷害，所以被判入獄，鵬卻和強的女友拍拖了。幾年後，強出獄了，他的女友為了不想對強不起所以和鵬分手了，鵬表面很開心，實妒忌強，所以他心恨手辣地把強害死了，並把黃探長殺死了，但這一切已被偉目睹了...

## 角色
| 演員   | 角色       | 粵語配音 | 備註               |
| 李子雄 | 莊鵬／鵬哥 | 黃允財   |                    |
| 鄭浩南 | 高添強     | 高翰文   |                    |
| 郭富城 | 李少偉     | 郭富城   | 警探，高添強之好友 |
| 張敏   | 阿麗       | 盧素娟   |                    |
| 羅美薇 | 惠心       |          | 啞女，李少偉的女友 |
| 董驃   | 超叔       | 董驃     |                    |
| 午馬   | 黃探長     | 金貴     |                    |
| 程守一 | 麥英       | 張炳強   | 黑道人物           |
| 太保   | 泉哥       | 馮永和   | 高利貸             |
| 林啟榮 |            |          |                    |

## 外部連結
- 香港影庫上《西環的故事》的資料（繁體中文）
- 互联网电影数据库（IMDb）上《西環的故事》的资料（英文）